# Gustaf Bolin
Gustaf Bolin (i riksdagen kallad Bolin i Göksby), född 14 september 1815 i Österlövsta församling, Uppsala län, död 26 januari 1888 i Tegelsmora församling, Uppsala län, var en svensk hemmansägare och politiker.
Bolin var hemmansägare i Göksby i Uppsala län. Han företrädde bondeståndet i Norunda, Vendels, Tierps, Västlands och Älvkarleby, Lövsta samt Films och Dannemora tingslager samt Olands härad vid ståndsriksdagen 1865–1866. Han var också ledamot av andra kammaren.